# فرودگاه سندی کریک
فرودگاه سندی کریک (به انگلیسی: Sandy Creek Airpark) یک فرودگاه خصوصی پایگاه هوایی با کد یاتا none است که یک باند فرود چمن دارد و طول باند آن ۱۱۷۳ متر است. این فرودگاه در شهر پاناما سیتی، فلوریدا کشور ایالات متحده آمریکا قرار دارد و در ارتفاع ۴ متری از سطح دریا واقع شده است.